# Virginia Manzano
 Virginia Manzano Sáenz (Guadalajara, 24 de noviembre de 1912-Ciudad de México, 18 de febrero de 1985) fue una actriz mexicana de teatro, cine y televisión en la Época de Oro del cine mexicano.

## Biografía
Hija de los actores Julio Manzano y Conchita Sáenz. Hermana de los actores Celia y Miguel Manzano. Debutó a los 15 años de edad como vicetiple en la Compañía de Roberto Soto, pero rápidamente se convirtió en bailarina solista durante una gira que el empresario José Campillo realizó por el interior de la República Mexicana. A su regreso en 1931 se incorporó a la Compañía de Polo Ortín, con quien viajó por Centro, Sudamérica y El Caribe. Luego trabajó con las compañías de Matilde Palou, las Hermanitas Blanch y en la popular Carpa Maravillas al lado de Adalberto Martínez "Resortes". Ahí la vio la actriz María Tereza Montoya incorporándola a su compañía de teatro. A partir de entonces formó su propia compañía de teatro y obtuvo con ésta el reconocimiento de la crítica mexicana y española como primera actriz dramática. Fue una actriz de amplio registro, se desempeñó en todos los géneros teatrales. Debutó en el cine a principios de la década del 40 y en la televisión a principios de la década del 60. Se casó con Alfredo Varela, con quien procreó un hijo, el productor Alfredo Varela "Varelita". 
Se destacó en las telenovelas El juicio de los padres (1960), Lágrimas de amor (1979), La madre (1980) y El hogar que yo robé (1981), la cual fue su última telenovela donde compartió escena con Angélica María, Juan Ferrara, René García, Ada Carrasco y otros actores.

## Trayectoria Teatral
Fue en la temporada de carpa -según cuenta María y Campos-, que María Tereza Montoya la vio actuar y la "redimió para el teatro de México" incorporándola a su elenco e influyendo en su estilo de interpretación. A partir de entonces formó su propia compañía y obtuvo con ella el reconocimiento de la crítica mexicana y española como primera actriz dramática.
Entre las obras que interpretó destacan El mal de la juventud (1941) La familia Barrett (1950) y La Celestina (1968).
Otras de las obras en que participó fueron: Te quiero Pepe, La cruz de Pepita, ¡Tu madre oyó!, Mademoiselle Naná, Una americana para dos (1932); El padre de la patria (1933), La mujer, mujer; Madre Alegría (1934); Romance, ¿Quién soy yo?, Amor y diplomacia, La esclava errante, Mi bebé (1936); La tela, Caminito alegre, La mujer no hace milagros (1939); Casa de mujeres, El padre castañuela, La loba (1940); El mal de la juventud, Los padres terribles (1941); El silencio, Doña Rosita la Soltera o El lenguaje de las flores, Teresa de Jesús, La cadena (1942); Romance, Dueña y señora, Puebla de las mujeres, Un hijo, Los fantoches, El rosario, Locura de amor, La Dama de las Camelias, Siete puñales, La llorona (1943); Una mujer sin importancia, Lo que se fue (1944); La hija de Lorio (1945), Los padres terribles, La Casa de Bernarda Alba, Shangai, El fantasma del miedo, La vida con papá, La condenada, Mancha que limpia, La malquerida, Frenesí, Malvaloca, (1946); El gran ramal (1948), El cuadrante de la Soledad, Maternidad, La malquerida (1950); Las Islas de oro (1952), El vals de los Toreros, Estrella que se apaga (1953); El hechicero, Mamá nos obedece, Paseo con el Diablo (1954); Las palabras cruzadas (1955), María Estuardo, Todos eran mis hijos (1959); Las alas del pez (1961), Nosotros somos Dios (1962), Señoritas a disgusto (1963), Nilo... mi hijo (1967), Hogar, Señorito Casadero (1971); Juegos fatuos (1972), Las madres (1973), La sala (1975), El gesticulador (1979), Los buenos manjeos (1980), Las columnas de la sociedad, Las Alas sin sombra (1981); Pudo haber sucedido en Verona, Crimen y castigo (1982); ¡Cuidado con los Rusos! (1983) y Locura de amor, entre otras.

## Filmografía
- 1981 El hogar que yo robé (Telenovela)  .... Doña Amanda
- 1980 La madre (Telenovela)
- 1979 Lágrimas de amor (Telenovela)
- 1978 Ardiente secreto (Telenovela)
- 1975 Simón Blanco .... Madre de Simón
- 1966 El medio pelo (Telenovela)
- 1964 Furia en el Edén
- 1963 La mesera (Telenovela)
- 1962 El tejedor de milagros
- 1962 El caminante (Telenovela)
- 1962 La cobarde (Telenovela)
- 1960 El juicio de los padres (Telenovela)
- 1959 Dos fantasmas y una muchacha
- 1959 Manicomio .... Madre Enriqueta
- 1959 ¡Me gustan valentones!
- 1959 La rebelión de los adolescentes
- 1959 El derecho a la vida .... Madre de Luis
- 1959 La edad de la tentación
- 1958 Ama a tu prójimo... Enfermera Carmen Sosa, jefa de enfermeras
- 1958 ¡Viva el amor! .... Doña Beatriz Corcuera
- 1952 Sor Alegría .... La Picaflor
- 1945 Lo que va de ayer a hoy
- 1945 La pícara Susana
- 1945 Un beso en la noche
- 1944 Los miserables
- 1944 Las dos huérfanas
- 1943 María Eugenia .... Julia
- 1943 El Peñón de las Ánimas
- 1942 Secreto eterno
- 1941 La gallina clueca